# Institut des sciences humaines
Pour les articles homonymes, voir IWM.
L'Institut des sciences humaines (en allemand : Institut für die Wissenschaften vom Menschen ou IWM) est un institut d’études avancées indépendant dans les domaines des sciences humaines et sociales. Son siège est situé à Vienne, en Autriche.

## Histoire et idées
Établi à Vienne en 1982, l’Institut promeut l’échange et le dialogue international entre savants et intellectuels provenant de différents secteurs, sociétés et cultures. Il s’est notamment consacré aux rencontres européennes Est-Ouest, contribuant à la discussion d’un grand nombre de sujets politiques, sociaux, économiques et culturels.